# 羅恩縣 (肯塔基州)
羅恩县（英語：Rowan County）是位於美國肯塔基州東北部的一個縣。面積741平方公里。根據美國2000年人口普查，共有人口22,094人。縣治莫爾黑德 （Morehead）。
成立於1856年3月15日。縣名紀念聯邦眾議員、參議員、州務卿約翰·羅恩 （John Rowan）。